# Tourneville-sur-Mer
Tourneville-sur-Mer è un comune francese di 1 668 abitanti (al 1º gennaio 2022) situato nel dipartimento della Manica nella regione della Normandia. È stato istituito il 1° gennaio 2023 dalla fusione dei comuni di Annoville e Lingreville.